# 小川瓦木
小川 瓦木（おがわ がぼく、1911年9月20日 - 2000年9月12日）は、日本の書家。

## 人物
千葉県白井村今井（現在の白井市）出身。。
1935年 (昭和10年)、前衛的書家、上田桑鳩に師事。 。
2000年9月12日、心不全のため死去。

## 作品
- 「叙情」千葉県立美術館
- 「色即是空」栃木県日光輪王寺
- 「古代人からのメッセージ」長野県佐久市立近代美術館
- 「白井市郷土資料館」
- 「雲」
- 「ココロの旅」
- 「坐す」
- 「女による」
- 「萬葉花より」
- 「空間の軌跡－飛燕」

## リンク
- infoちば